# Vicepresidentes de las Juntas Gubernativas de Costa Rica
Entre 1821 y 1824 Costa Rica fue gobernada mediante un sistemas de Juntas de Gobierno, que elegían de su seno un Presidente y un Vicepresidente.
| Vicepresidentes de las Juntas Gubernativas | Periodo | Gobierno                   |
| ------------------------------------------ | --- | -------------------------- |
| Nicolás Carrillo y Aguirre                 | Vicepresidente de la Junta Gubernativa interina 1821-1822                                                                                            | Junta Superior Gubernativa |
| José María de Peralta y La Vega            | Vicepresidente de la Junta Superior Gubernativa de 1822-1823. Ejerció interinamente la presidencia en varias oportunidades.                          | Junta Superior Gubernativa |
| José Francisco Madriz                      | Vicepresidente de la Junta Superior Gubernativa 1 de enero - 20 de marzo de 1823                                                                     | Junta Superior Gubernativa |
| Santiago de Bonilla y Laya-Bolívar         | Vicepresidente del Congreso Provincial Constituyente 16 abril - 30 de abril de 1823. Ejerció interinamente la Presidencia en varias sesiones.        | Provincia de Costa Rica    |
| Manuel García Escalante                    | Vicepresidente interino del Congreso Provincial Constituyente 30 abril - 6 de mayo de 1823. Ejerció interinamente la Presidencia en varias sesiones. | Provincia de Costa Rica    |
| Santiago de Bonilla y Laya-Bolívar         | Vicepresidente del Congreso Provincial Constituyente 6-10 de mayo de 1823                                                                            | Provincia de Costa Rica    |
| Eusebio Rodríguez y Castro                 | Vicepresidente de la Junta Superior Gubernativa 1823-1824                                                                                            | Junta Superior Gubernativa |
| Alejo Aguilar                              | Vicepresidente de la Junta Superior Gubernativa 8 enero - 12 de febrero de 1824                                                                      | Junta Superior Gubernativa |
| Eusebio Rodríguez y Castro                 | Vicpresidente de la Junta Superior Gubernativa 12 febrero - 8 de septiembre de 1824                                                                  | Junta Superior Gubernativa |